# آنا جوميس
آنا جوميس (بالفرنسية: Anna Gomis)‏ هي مصارعة الهواة فرنسية، ولدت في 6 أكتوبر 1973 في توركوان في فرنسا.

## وصلات خارجية
- آنا غوميس على موقع قاعدة بيانات المصارعة الدولية (الإنجليزية)
- آنا غوميس على موقع اللجنة الأولمبية الدولية (الإنجليزية)
- آنا غوميس على موقع أوليمبيديا (الإنجليزية)